# Asine (Messenia)
Asine (in greco antico: Ἀσίνη?) era una polis dell'antica Grecia ubicata in Messenia.

## Storia
Venne fondata dai Driopi con l'aiuto degli Spartani, che erano stati scacciati da un'altra città chiamata Asine in Argolide quando il loro territorio venne devastato dagli Argivi nel 720 a.C. Nel secolo seguente, dopo la seconda guerra messenica, gli Spartani acquisirono il controllo di tutta la Messenia ad eccezione di Asine.
Strabone dice che era la prima città che si incontrava entrando nel Golfo di Messenia da capo Acritas e, quindi, chiamato "Golfo di Asine" nella parte occidentale. Dice anche che alcuni credevano che Asine dovesse essere identificata con la città omerica di Antea. Pausania dice che ad Asine c'era un tempio di Apollo e un santuario di Driope, con un'immagine alla quale i suoi abitanti tributavano ogni anno un mistero. La città era situata nel mare, a quaranta stadi da capo Acritas e ad altri quaranta da Colonide.
Era ubicata nei pressi dell'attuale Corone. che non va confusa con l'antica città greca di Corone.